# طوماس غولتز
طوماس غولتز (بالإنجليزية: Thomas Goltz)‏ هو مؤرخ وصحفي أمريكي، ولد في 1954 في اليابان.

## وصلات خارجية
- الموقع الرسمي
- طوماس غولتز على موقع IMDb (الإنجليزية)